# III. karthágói zsinat
A III. karthágói zsinat az i.sz. 397-ban tartott ókeresztény egyházi zsinat, legfontosabb eseménye a keresztény Biblia végleges (kanonikus) formájának megvitatása.
A zsinatot 397. augusztus 28-án tartották Karthágóban (Denzinger szerinti számozás alapján harmadikként). 
Az egyházi vezetők megerősítették a 393-ban a hippói zsinaton megállapított Bibliai kánont és jóváhagyták azt végleges változatként, mely a katolikus Biblia formáját meghatározta. 
A zsinatról legfőképp a Codex Canonum Ecclesiae Africanae műből tudunk, mely a Karthágói tanácsok megállapításait foglalta össze a negyedik és az ötödik századból. Ebben a műben található egy bekezdés, mely az Írások Kánonjával foglalkozik.

„
| 16 [Placuit] ut praeter Scripturas canonicas nihil in Ecclesia legatur sub nomine divinarum Scripturarum. Sunt autem canonicae Scripture: Genesis, Exodus, Leviticus, Numeri, Deuterenomium, Iesu Nave, Iudicum, Ruth, Regnorum libri quatour, Paralipomenon libri duo, Iob, Psalterium Davidicum, Salomonis libre quinque, Duodecim libri prophetarum, Esaias, Ieremias, Daniel, Ezechiel, Tobias, Iudith, Hester, Hesdrae libre duo, Machabaeorum libre duo. 17 Novi autem Testamenti, evangeliorum libri quatuor, Actus Apostolorum liber unus, Pauli Apostoli epistolae tredecim., eiusdem ad Hebraeos una, Petri duae, Iohannis tres, Iacobi una, Iudae una, Apocalipsis Ioannis. 18 Ita ut de confirmando isto canone trasmarina Ecclesia consultatur. Liceat etiam legi passiones Martyrum, cum anniversarii dies eorum celebrantur 20 Hoc etiam fratri et consacerdoti nostro Bonifacio, vel aliis earum partium episcopis, pro confirmando isto canone innotescas, quia ita a patribus ista accepimus in ecclesia legenda. | 16 A kánoni könyveken kívül semmit nem szabad az Egyházban Istentől kinyilatkoztatott írásként olvasni. 17 … 18 … 19 … 20 … |”